# Melpomene
För andra betydelser, se Melpomene (olika betydelser).

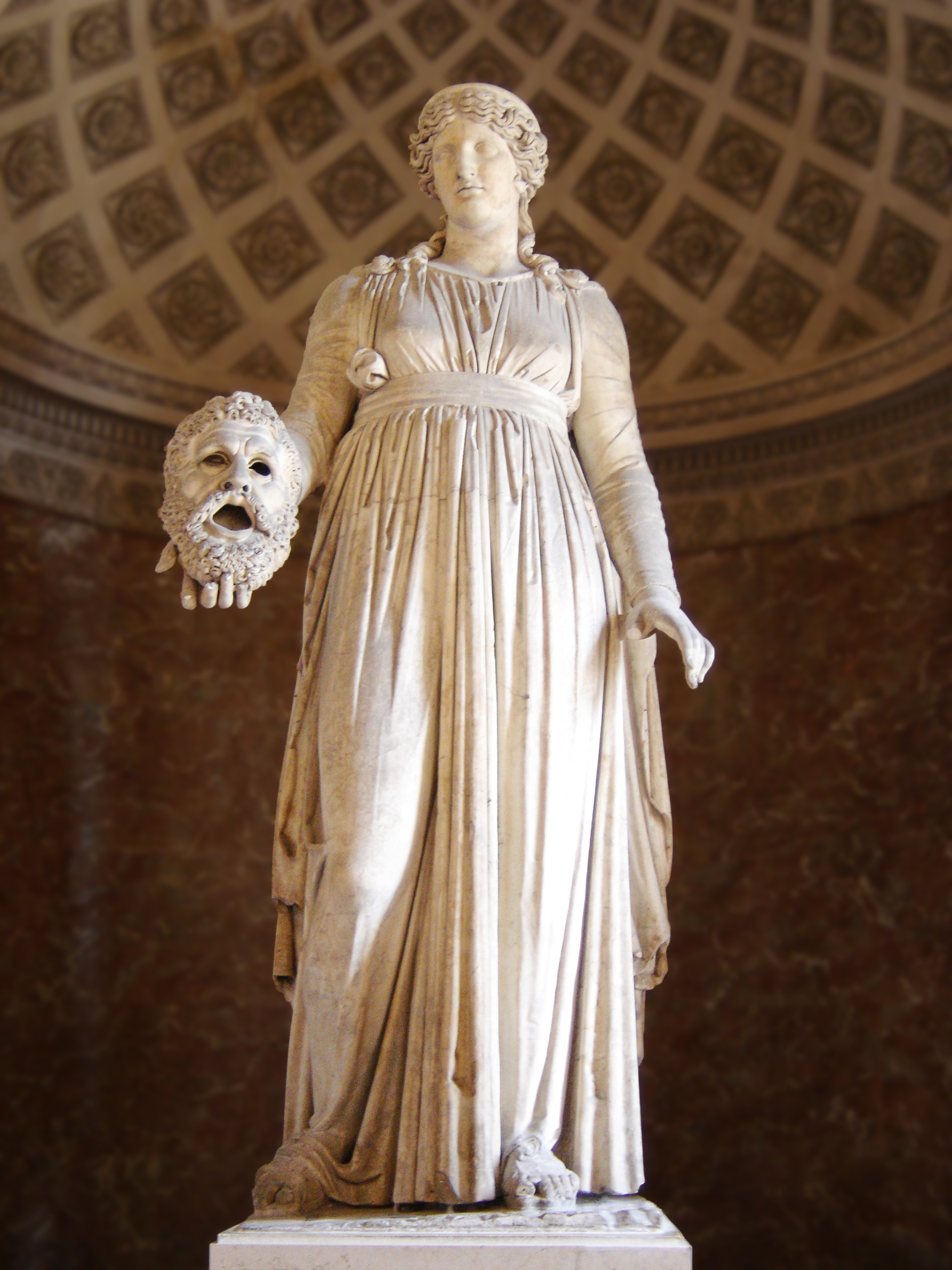
Melpomene. Romersk staty från cirka 50 f.Kr.

Melpomene, grekiska Μελπομένη (den sjungande), är en av de nio muserna. Hon är sångens och tragedins beskyddarinna och avbildades med en vinlövskrans och en tragisk mask. 
Enligt vissa källor var Melpomene mor till sirenerna, de två eller tre fågelliknande kvinnliga väsen som sades leva på ön Anthemoessa och locka sjömän i fördärvet med sina sånger. Sirenernas far var flodguden Acheloos. 
Sagohjälten Odysseus undkom sirenerna, enligt Homeros, genom att täppa till kamraternas öron med vax och låta binda sig vid fartygets mast. Skälet till att Odysseus inte täppte till de egna öronen var, att han ville höra sirenernas sång.